# Staryja Dziatławiczy
Staryja Dziatławiczy (biał. Старыя Дзятлавічы; ros. Старые Дятловичи) – wieś na Białorusi, w obwodzie homelskim, w rejonie homelskim, w sielsowiecie Babowiczy, nad Sożem.
W XIX i w początkach XX w. położone były w Rosji, w guberni mohylewskiej, w powiecie homelskim. Następnie w granicach Związku Sowieckiego. Od 1991 w niepodległej Białorusi.
W czasach carskich istniała gmina Dziatłowicze. Później wieś była siedzibą sielsowietu Dziatławiczy do jego likwidacji 26 września 2006.